# 神経発達症
神経発達症群（）、または神経発達障害群（）（英: neurodevelopmental disorder）とは、精神障害の診断と統計マニュアル（DSM）で定義された脳・中枢神経系の成長発達に関する不全のカテゴリー群である。「症」か「障害」かについて、日本精神神経学会によると、どちらにするか議論があったとして両論併記をしている。
狭義では、発育に伴う感情、学習、セルフコントロールに関係する脳機能の不全を指す。この単語はときおり自閉症および自閉症スペクトラム障害以外の不全を指すものとして誤用されている。神経発達症の者が神経病理学的に異常が認められているのではなく、中枢神経系に異常があるかどうかは不明である。

## 定義
精神医学的障害の一種である。

## 該当する障害
この症群は、乳幼児や児童青年期の神経発達を原因とする以下のものが含まれる。
- 知的能力障害[3]/精神遅滞
- コミュニケーション症群[2][3]。
  - 言語症、小児期発症流暢障害（かつての吃音）など[3]。
- 自閉症スペクトラム障害[3]
  - 自閉症およびアスペルガー症候群など[2]。
- 注意欠陥・多動性障害（ADHD）[2][3]
- 限局性学習症（SLD）[3]
  - ディスレクシアなど[3]。
- 運動障害群（Motor disorder）[3]
  - 常同性運動障害、協調運動障害、チック症（トゥレット障害）など[2][3]。

## 管理
神経発達障害児の睡眠障害に対するメラトニンの使用は安全で有効であるが、証拠は限られているためさらなる調査が求められる。